# خط طول 32° غرب
خط طول 32° غرب هو أحد خطوط الطول الجغرافية، والتي تمتد من القطب الشمالي الجغرافي إلى القطب الجنوبي الجغرافي، وحسب التحويل الزمني يتأخر خط طول 32° غرب عن خط غرينتش بساعتين و8 دقائق.

## من القطب إلى القطب
ينطلق خط طول 32° غرب من القطب الشمالي نحو القطب الجنوبي مرورا بالمناطق التي ترد في الجدول التالي:
| الإحداثيات                         | البلد أو الإقليم أو البحر | ملاحظات |
| ---------------------------------- | ------------------------- | --- |
| 90°0′N 32°0′W / 90.000°N 32.000°W  | المحيط المتجمد الشمالي    | |
| 83°36′N 32°0′W / 83.600°N 32.000°W | جرينلاند                  | Northern Peary Land |
| 83°3′N 32°0′W / 83.050°N 32.000°W  | Frederick E. Hyde Fjord   | |
| 82°59′N 32°0′W / 82.983°N 32.000°W | جرينلاند                  | Southern Peary Land |
| 81°54′N 32°0′W / 81.900°N 32.000°W | Independence Fjord        | |
| 81°44′N 32°0′W / 81.733°N 32.000°W | جرينلاند                  | |
| 68°15′N 32°0′W / 68.250°N 32.000°W | المحيط الأطلسي            | Passing just east of the فرناندو دي نورونيا islands, البرازيل (at 3°50′S 32°23′W / 3.833°S 32.383°W)                                                                            |
| 60°0′S 32°0′W / 60.000°S 32.000°W  | المحيط الجنوبي            | |
| 77°2′S 32°0′W / 77.033°S 32.000°W  | القارة القطبية الجنوبية   | المطالب الإقليمية بالقارة القطبية الجنوبية by both الأرجنتين (المقاطعة الأرجنتينية بالقارة القطبية الجنوبية) and المملكة المتحدة (المقاطعة البريطانية بالقارة القطبية الجنوبية) |